# Bahnstrecke Salemi–Kaggera
| |                          |                                      |                                  |
| Streckenlänge: | 26,3 km                  |                                      |                                  |
| Spurweite: | 950 mm (ital. Meterspur) |                                      |                                  |
| |                          |                                      |                                  |
| \| \| \| von Trapani (über Castelvetrano) \| \| \| \| 9,10 \| von Santa Ninfa bis 1954 \| von Santa Ninfa bis 1954 \| \| \| 9,50 \| Salemi-Gibellina \| 225 m s.l.m. \| \| \| \| nach Alcamo Diramazione \| \| \| \| 18,50 \| Salemi Città \| 335 m s.l.m. \| \| \| 21,35 \| Fiumelungo \| 380 m s.l.m. \| \| \| 24,75 \| Vita \| 430 m s.l.m. \| \| \| 32,20 \| Calatafimi Città \| 230 m s.l.m. \| \| \| \| von Trapani \| \| \| \| 35,80 \| Calatafimi (geplanter Name: Kaggera) \| 160 m s.l.m. \| \| \| \| nach Alcamo Diramazione \| \| |                          |                                      |                                  |
| Strecke |                          | von Trapani (über Castelvetrano)     | von Trapani (über Castelvetrano) |
| Kreuzung geradeaus unten (Querstrecke außer Betrieb) · Strecke von rechts (außer Betrieb) | 9,10                     | von Santa Ninfa bis 1954             | von Santa Ninfa bis 1954         |
| Bahnhof · Bahnhof (Strecke außer Betrieb) | 9,50                     | Salemi-Gibellina                     | 225 m s.l.m.                     |
| Strecke nach rechts · Strecke (außer Betrieb) |                          | nach Alcamo Diramazione              | nach Alcamo Diramazione          |
| Bahnhof (Strecke außer Betrieb) | 18,50                    | Salemi Città                         | 335 m s.l.m.                     |
| Haltepunkt / Haltestelle (Strecke außer Betrieb) | 21,35                    | Fiumelungo                           | 380 m s.l.m.                     |
| Bahnhof (Strecke außer Betrieb) | 24,75                    | Vita                                 | 430 m s.l.m.                     |
| Bahnhof (Strecke außer Betrieb) | 32,20                    | Calatafimi Città                     | 230 m s.l.m.                     |
| Strecke (außer Betrieb) · Strecke von links |                          | von Trapani                          | von Trapani                      |
| Kopfbahnhof Streckenende (Strecke außer Betrieb) · Bahnhof | 35,80                    | Calatafimi (geplanter Name: Kaggera) | 160 m s.l.m.                     |
| Strecke |                          | nach Alcamo Diramazione              | nach Alcamo Diramazione          |

Die Bahnstrecke Salemi–Kaggera (italienisch Ferrovia Salemi-Kaggera) ist eine nicht fertiggestellte Strecke des in italienischer Meterspur ausgeführten Schmalspurnetzes auf Sizilien. Sie war Teil der Strecke, welche Santa Ninfa über Calatafimi und Milo mit Trapani hätte verbinden sollen.

## Geschichte
Die Erschließung Siziliens mit normalspurigen Bahnstrecken ging nur zögerlich vonstatten, so dass die Region und die lokalen Gemeinden eine Schmalspurstrecke finanzieren wollten, die das Valle del Belice direkt mit dem Provinzhauptort Trapani verbinden sollte. Die Strecke hätte von Santa Ninfa über Calatafimi nach Trapani geführt. 
Die Schmalspurstrecke von Santa Ninfa bis zum Bahnhof Kaggera bei Calatafimi wäre 35,8 km lang gewesen. Sie hätte von Santa Ninfa über den Bahnhof Salemi (heute Salemi-Gibellina) an der 1881 eröffneten Normalspurstrecke Palermo–Trapani durch die Orte Salemi, Vita und Calatafimi zu ihrem Endpunkt geführt. 
Die Bahnstrecke hätte wie die ebenfalls nicht fertig gebaute Bahnstrecke Palermo–Salaparuta von der Costruzione ed Esercizio di Ferrovie (CEF) gebaut werden sollen. In den 1920er Jahren wurden die Hochbauten, die Kunstbauten und der Bahnkörper errichtet. Nach dem Entscheid von 1921, die Strecke Calatafimi–Trapani auf Rechnung des Staates als Normalspurstrecke, statt als Schmalspurstrecke zu bauen, wurde die Strecke Salemi–Kaggera nicht mehr fertiggestellt und dafür das Teilstück Calatafimi–Alcamo Diramazione gebaut, das eine direkte Verbindung von Palermo nach Trapani ermöglichte. Die ganze Strecke Calatafimi–Alcamo Diramazione wurde 1937 eröffnet.
Von der ursprünglich vorgesehenen Schmalspurstrecke von Santa Ninfa nach Trapani wurde deshalb nur noch das kurze Stück Santa Ninfa-Salemi gebaut, das 1935 eröffnet wurde. Es endete im Bahnhof Salemi (heute Salemi-Gibellina) an der Bahnstrecke Palermo–Trapani und ermöglichte somit trotzdem schnelle Verbindungen von Santa Ninfa nach Trapani über Alcamo Diramazione.
Der ursprünglich Kaggera genannte Bahnhof an der Strecke Alcamo Diramazione–Trapani wurde in Calatafimi umbenannt, weil er der nächste an der Stadt liegende Bahnhof wurde, nachdem die Schmalspurstrecke mit dem Bahnhof Calatafimi Città nicht gebaut wurde.     
Entlang der Strecke Salemi–Calatafimi sind viele Bauwerke wie Bahnhöfe, Bahnwärterhäuser und Brücken heute noch erhalten, wie zum Beispiel die Überführung über die Strada statale 113 wenige Meter vom ebenfalls errichteten Empfangsgebäude und Güterschuppen des Bahnhofs Calatafimi Città, der im Ortsteil Castello von Calatafimi liegt.